# Tychowo (powiat sławieński)
Tychowo (kaszb. Tëchòwò, niem. do 1937: Wendisch Tychow, Tychow) – osada w północnej Polsce położona w województwie zachodniopomorskim, w powiecie sławieńskim, w gminie Sławno przy drodze wojewódzkiej nr 209. Po lewej stronie drogi widoczne jest z Tychowa zalesione wzgórze – w średniowieczu miejsce palenia na stosie czarownic.
W latach 1975–1998 miejscowość należała administracyjnie do województwa słupskiego.
Tychowo jest wsią sołecką położoną we wschodniej części gminy, ok. 6,5 km od Sławna. Sąsiednie miejscowości to: Warszkówko, Bzowo, Gwiazdówko. Najbliższa okolica bezleśna, na południe od osady przepływa niewielka rzeka Ściegnica (Młynówka).
Zabudowa zagrodowa odzwierciedlająca niegdyś historycznie ukształtowane podziały własnościowe obecnie w Tychowie o charakterze zanikającym, rozlokowana sporadycznie w pierzei południowej. Reprezentowana przez niewielkie zagrody 3-budynkowe, z obiektami zarówno mieszkalnymi jak i gospodarczymi murowanymi z cegły ceramicznej, wzniesionymi na przełomie XIX/XX w.
Zabudowa nierolnicza – obecnie dominująca w Tychowie zlokalizowana w drugiej linii pierzei południowej, złożona z 2-budynkowych zagród. Budynki mieszkalne 2-3-osiowe, nakryte dachamin2-spadowymi; gospodarcze o niewielkiej skali, wielofunkcyjne.
Zabudowa kolonijna – reprezentowana przez kilka zagród chłopskich zlokalizowanych, na płd.-zachód od Tychowa; poza zainteresowaniami konserwatorskimi. Inny typ zabudowy stanowią murowane dwojaki dawnych robotników leśnych usytuowane na płd.-wschód od zwartej zabudowy wsi. Budynki gospodarcze murowane, wzniesione w k. XIX w., wielofunkcyjne

## Instytucje kościelne
Kościół filialny – posadowiony w obrębie pierwotnego nawsia na nieznacznym wyniesieniu terenu. Według niektórych źródeł wzniesiony z kamienia w latach 1282-1284 przez joannitów, następnie znacznie przebudowany. Według innych źródeł obiekt datowany jest na XIV w., przebudowany w 2. poł. XIX w. Jako obiekt o wysokich walorach zabytkowych podlega ochronie prawnej. Posiada transept i wieżę znaczoną w górnej części wąskimi blendami o częściowo XV wiecznych murach

## Elementy kommemoratywne
- Cmentarz przykościelny – pierwotnie wokół kościoła, obecnie teren splantowany, brak śladów nagrobków Objęty strefą „A” ochrony konserwatorskiej.
- Cmentarz wiejski poewangelicki – nieczynny, z połowy XIX w., zlokalizowany na płd.-zachód od zwartej zabudowy wsi, przy drodze polnej. Teren cmentarza objęty strefą „K” ochrony konserwatorskiej.
- Pomnik ofiar I wojny światowej – obecnie zachowane jedynie fragmenty pomnika upamiętniają. Obiekt strefy „K” ochrony konserwatorskiej.

## Obiekty użyteczności publicznej
- Szkoła – obiekt zlokalizowany we wschodniej części pierwotnego nawsia, wzniesiony z cegły ceramicznej w latach 1885-87.
- Gospoda – zachowany historyczny obiekt, dwubryłowy, murowany z cegły ceramicznej, wzniesiony na przełomie XIX/XX w., przewidziany do ochrony punktowej. Budynek zlokalizowany w pierzei południowej, tuż przy wschodnim krańcu nawsia.
- Poczta – obiekt murowany z cegły ceramicznej, wzniesiony w 1. ćw. XX w., przewidziany do ochrony punktowej.

## Przemysł, technika
- Gorzelnia

## Zieleń komponowana, elementy krajobrazowe
- Park dworski – krajobrazowy założony w XVIII w., harmonijnie dopełnia północną pierzeję układu ruralistycznego, ograniczona od północy i zachodu drogą polną. Rozciąga się na powierzchni ok. 28 ha, posiada częściowo zachowany cenny starodrzew. Zachował się także dawny system wodny ze stawami i kanałami. Z uwagi na walory kulturowe założenie parkowego obejmuje się je strefą „K” ochrony konserwatorskiej.
- Park dworski w Wyszkowie – zlokalizowany w znacznym oddaleniu na wschód od wsi; zachowany cenny starodrzew klonowy i dębowy, od strony drogi-kulisa świerkowa. Konieczne jest wykonanie specjalistycznej dokumentacji umożliwiającej precyzyjne wyznaczenie strefy ochrony konserwatorskiej (park „ przenika się” z lasem)
- Nasadzenia śródwiejskie – aleje lipowe głównie w części płd.-wschodniej, objęte strefą „K” ochrony konserwatorskiej.